# 拉加文德拉·加德卡尔
拉加文德拉·加德卡尔（英語：Raghavendra Gadagkar，1953年6月28日—）是一位印度生态学家和进化生物学家，印度科學理工學院教授，专攻真社会性昆虫，2014年至2016年任印度国家科学院主席。